# Parti républicain-démocrate
Pour les articles homonymes, voir Parti républicain et Parti démocrate.
Le Parti républicain-démocrate (en anglais : Democratic-Republican Party, également connu sous les noms de Jeffersonian Republican Party ou Crawford Republican Party) est l'un des premiers partis politiques des États-Unis. Il se nommait lui-même Parti républicain mais est nommé républicain-démocrate par les politologues modernes pour le différencier du Parti républicain actuel.
De 1801 à 1825, le parti contrôle la Présidence et le Congrès, ainsi que le gouvernement de la plupart des États fédérés. Il est de fait l'ancêtre du Parti national-républicain et du Parti démocrate, nés de la scission de 1824.

## Naissance
James Madison commence la création du Parti républicain-démocrate avec des membres du Congrès, à Philadelphie (alors la capitale), sous l’appellation de Parti républicain ; puis Madison, Thomas Jefferson, et d'autres font campagne pour que d'autres responsables politiques les rejoignent, particulièrement dans l'État de New York et dans le Sud. Le parti est créé dans les années 1790, sans doute en 1792, en opposition à la tendance fédéraliste à centraliser et à interpréter de manière vague la Constitution, estimant que cette politique était un signe de monarchisme et de valeurs anti-républicaines.
Il publie des journaux qui critiquent la politique d'Alexander Hamilton, exaltent les fermiers de petites propriétés, plaident pour limiter l'interprétation de la Constitution par le pouvoir judiciaire, plaident en faveur de la Révolution française, s'opposent fermement à la Grande-Bretagne, et réclament des gouvernements des États fédérés plus forts que ce que le Parti fédéraliste propose.
Dès le départ, la simplicité du débat politique national engendra la bipolarité, qui subsiste toujours. Il n'était pas question à l'époque d'autre chose que des pouvoirs de l'État central. Le Parti fédéraliste voulait un État fédéral fort pour maintenir les factions. Les républicains jeffersoniens, dits aussi républicains-démocrates, ne croyaient qu'en chaque État fédéré pour défendre les libertés.
Après les deux présidences de George Washington et celle de John Adams jusqu'en 1800, les fédéralistes reculent et laissent place aux républicains jeffersoniens, devenus républicains-démocrates, qui accèdent à la Maison-Blanche sous les présidences de Thomas Jefferson, James Madison et James Monroe.
Les fédéralistes, après une brève renaissance en 1812 (41 % aux grands électeurs), finissent par être totalement éclipsés en 1820.

## Scission en 1824
Le parti se scinde en deux en 1824, à propos de la désignation du candidat à la présidence. Ceux qui soutiennent John Quincy Adams se proclament républicains nationaux puis fondent le Parti whig. Ceux qui soutiennent Andrew Jackson se proclament démocrates jacksoniens puis fondent le Parti démocrate. Jackson, battu par Adams en 1824, est finalement élu en 1828.
Selon Francis Dupuis-Déri, la fondation du Parti démocrate par Andrew Jackson est l'une des premières opérations de marketing politique dont le but fut de récupérer l'électorat pauvre. En effet, avant cette date, toutes les références au mot « démocratie » étaient péjoratives. Progressivement ensuite, tout le personnel politique revendiqua l'appellation « démocrates », alors même que le système politique lui-même avait été construit en opposition à la démocratie et n'avait pas changé.